# Eustachius Gabriel

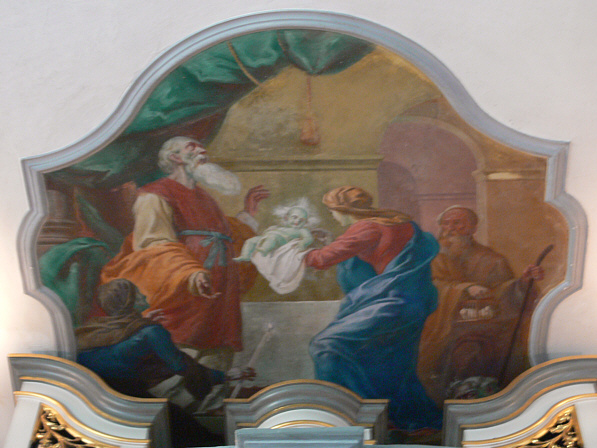
Frauenbergkirche Bad Waldsee

Eustachius Gabriel (* 1724 in Unterschwarzach; † 5. Oktober 1772 in Ljubljana/Laibach) war ein Kirchenmaler und Freskant des Barock aus Oberschwaben.

## Leben
Eustachius Gabriel wurde am 20. September 1724 in Unterschwarzach, welches zur Grafschaft Waldsee gehörte, getauft. Sein Vater, Michael Gabriel, war Zimmermann und betrieb eine kleine Landwirtschaft. Über seine Ausbildung haben sich keine Dokumente erhalten. Es ist aber anzunehmen, dass er eine erste Ausbildung beim Maler und Vergolder Gabriel Weiß in Wurzach erhielt und um 1744/47 Gehilfe bei Matthäus Günther in Augsburg war. Bis zum Jahr 1767 war Eustachius Gabriel in Oberschwaben in der Gegend um Bad Waldsee, im Illertal und im  Schwarzwald tätig, danach in Kärnten, der Steiermark und im heutigen Slowenien. Gestorben ist Gabriel am 5. Oktober 1772 in Ljubljana. Er wurde in der Kirchengruft der Franziskaner in Ljubljana, dem früheren Laibach begraben.

## Würdigung/Kritik
Stilistisch wurde Gabriel vor allem von folgenden Malern beeinflusst:
- Matthäus Günther, Johann Evangelist Holzer und Johann Georg Bergmüller
- Franz Joseph Spiegler
- Franz Anton Maulbertsch
- Giovanni Battista Tiepolo

Sein Malstil ist durch folgende Merkmale charakterisiert:
- Rückgriff auf fremde Vorlagen (vor allem Augsburger Reproduktionsgraphik, Bsp. Stichfolgen von Bergmüller)
- sich selbst ständig wiederholender Kompilator
- preisgünstiger Schnell- und Vielmaler
- lebenslange Schwierigkeiten und Unsicherheiten bei Ausübung der Freskotechnik
- mangelhafte Kenntnisse im Zeichnen sowie in Anatomie und Gewandgebung
- in den Gewändern das Nebeneinander von grobgratigen und feinziselierten, an Maulbertsch erinnernden Falzenzügen
- in den Physiognomien die Vorliebe für kussmundige Gestalten mit rosigen Bäckchen, jedoch bisweilen groben Nasen, die eine Gerade mit der Stirn bilden
- Virtuosität in perspektivischer Architekturmalerei, gemalte Hochaltäre und Altarbühnen (Barocktheater), Vorbild: M. Günther
- Hell-in-Hell-Malerei: braunviolette oder grauschwarze Schattenpartien, vor allem im Spätwerk (Graz, Premstätten)

## Werke

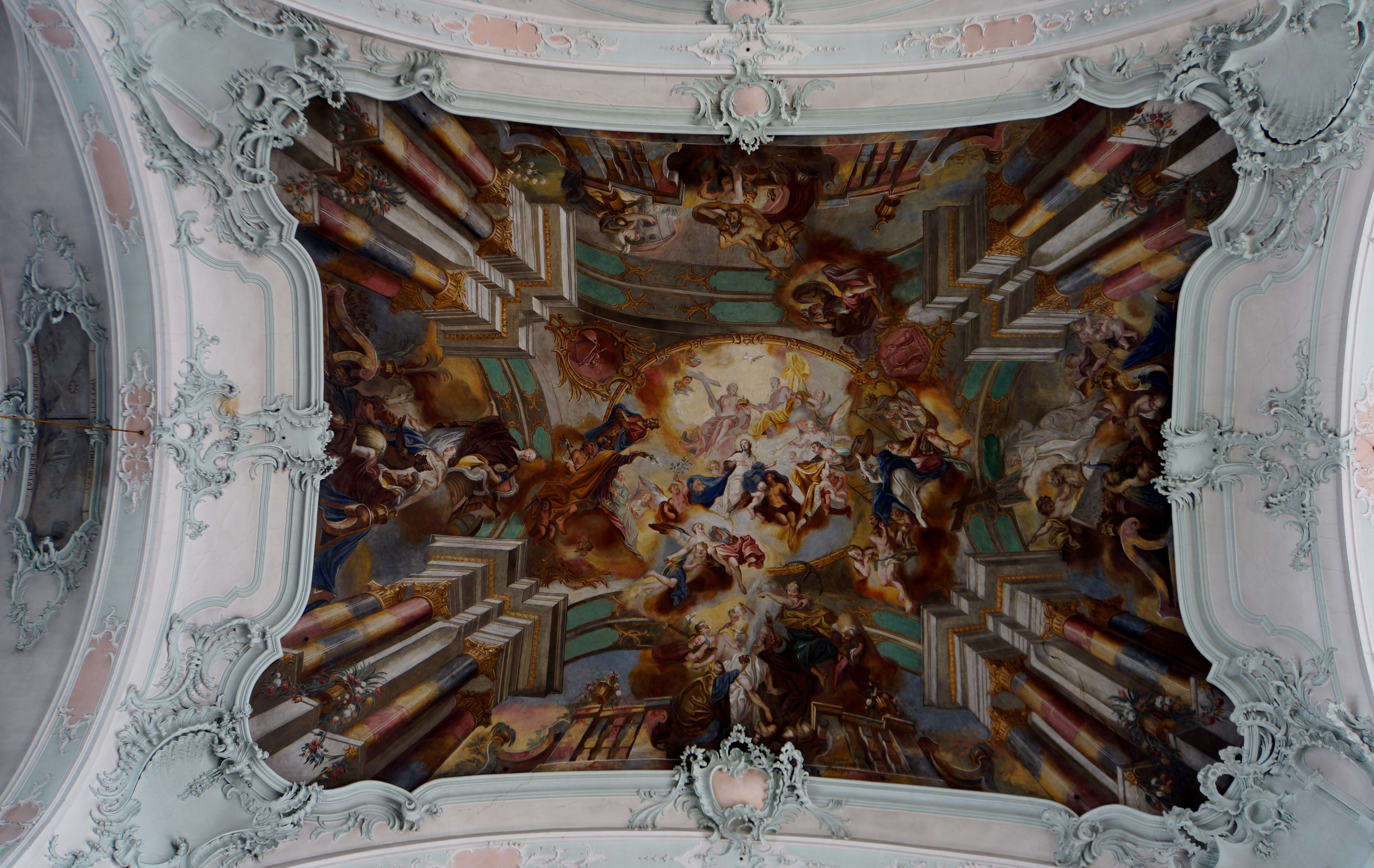
Pfarrkirche Mariä Himmelfahrt Tiengen

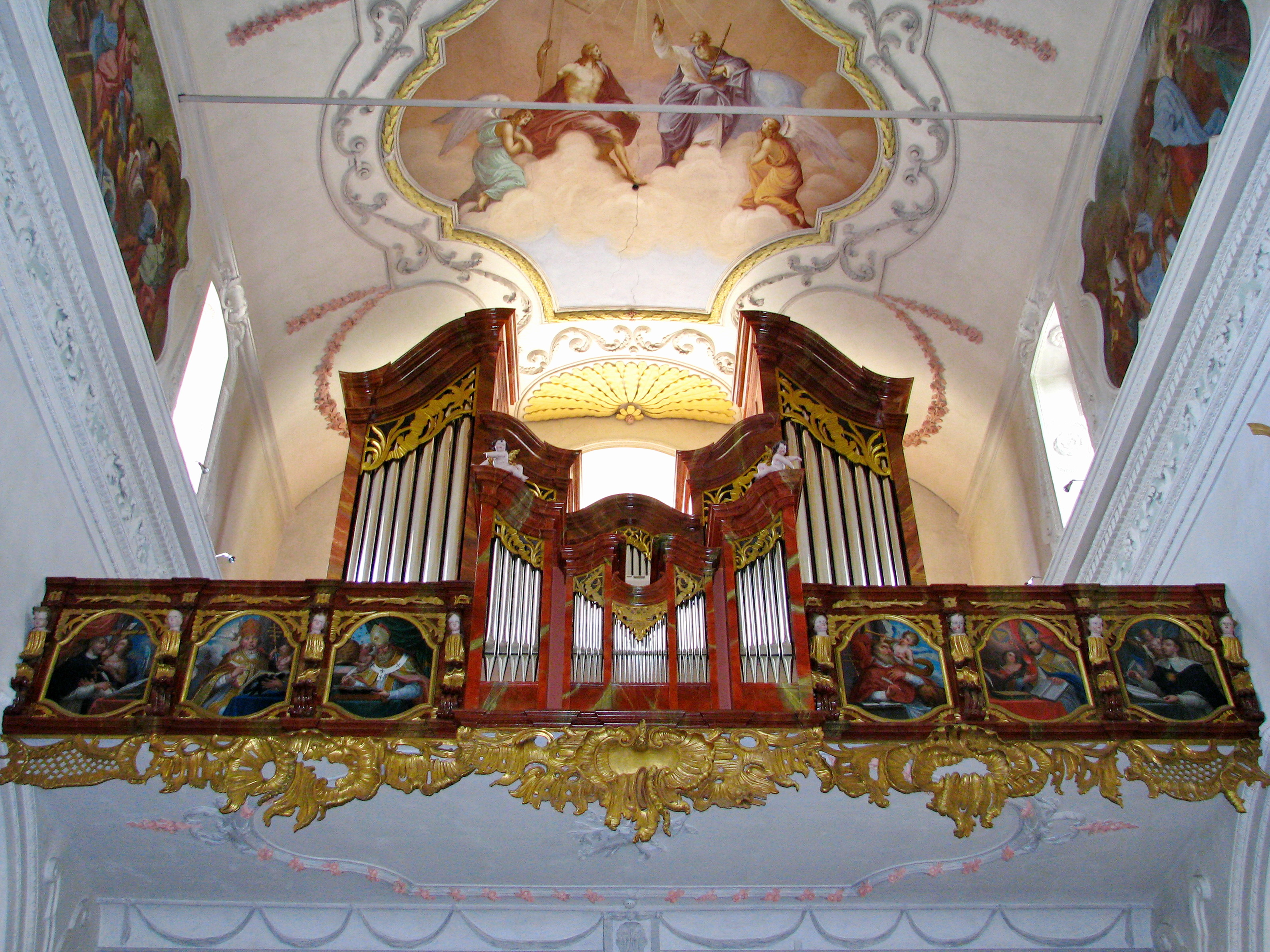
Klosterkirche Wettingen, Deckenfresko, 1757

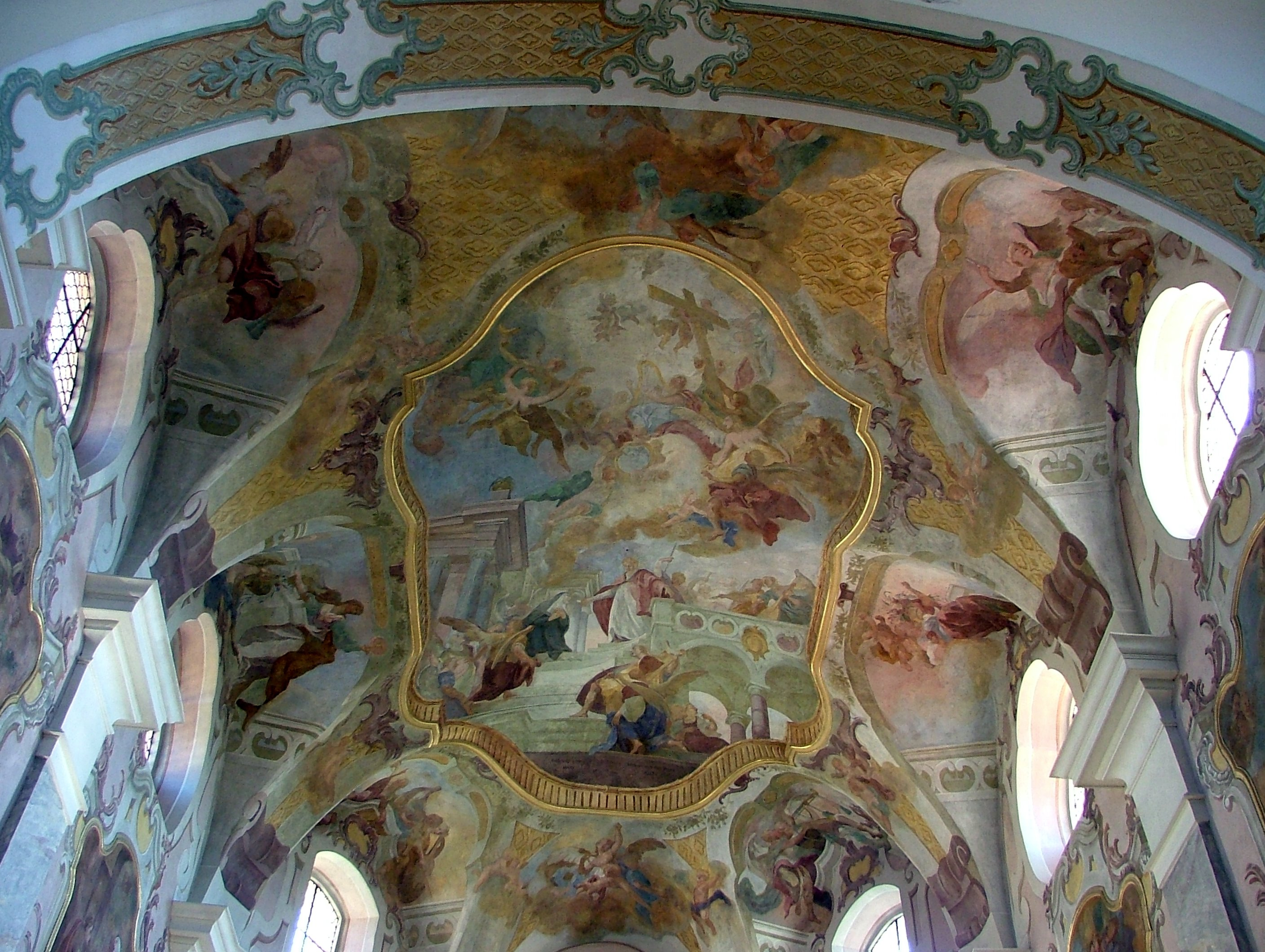
Deckenfresko von 1766/67 in der Klosterkirche von Reute

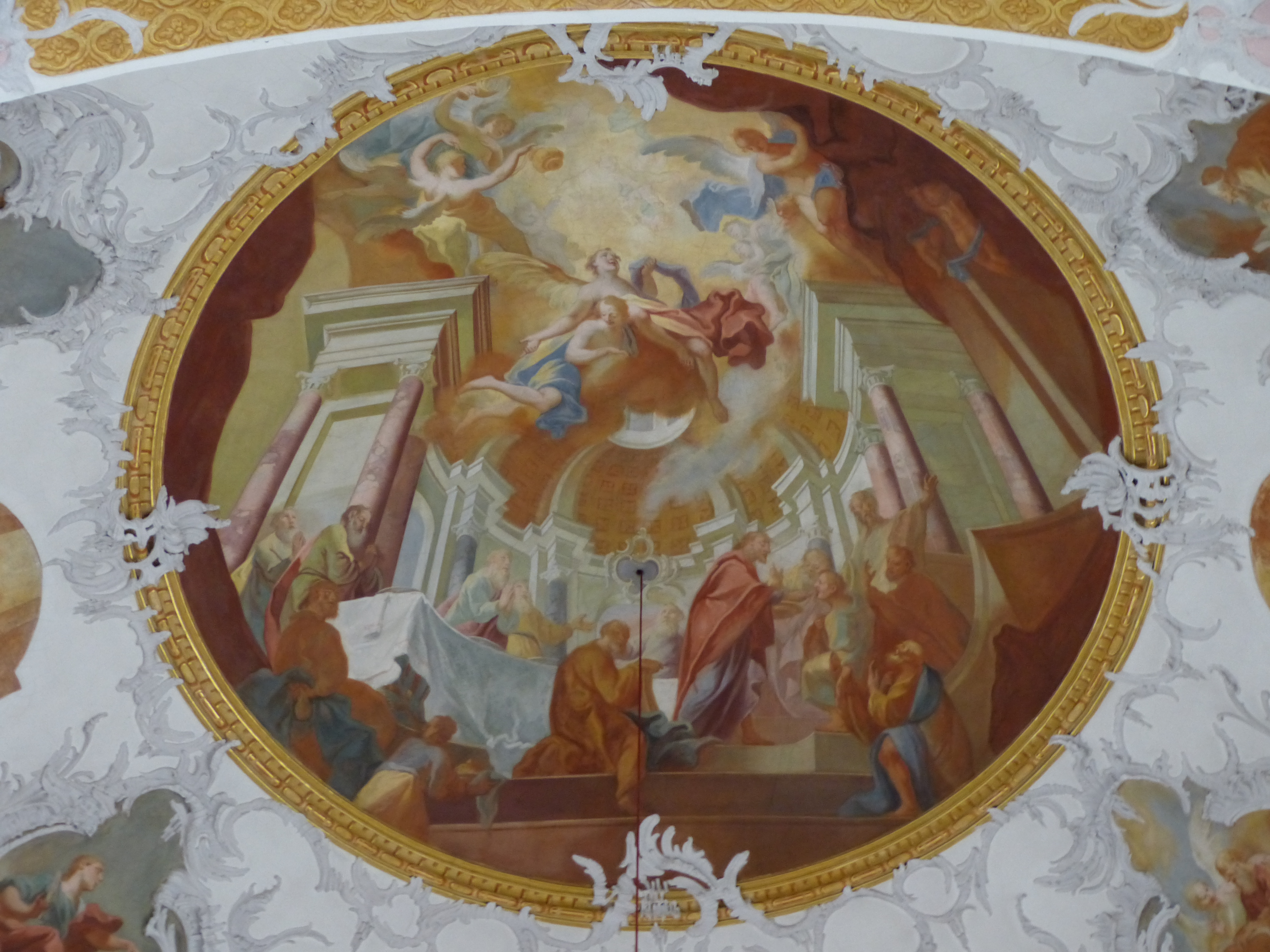
Pfarrkirche St. Gordian und Epimachus in Pleß, Deckenfreskeo, 1766

Werke in Süddeutschland und der Schweiz:
- Bad Waldsee: Schlosskapelle zum Hl. Kreuz – Kuppelfresken (1751)
- Winterstettendorf: Pfarrkirche hl. Pankratius – 2 Seitenaltar-Gemälde (1753)
- Waldshut-Tiengen: Pfarrkirche Mariä Himmelfahrt – Deckenfresken (1754)
- Haisterkirch: Pfarrkirche hl. Johannes Baptist – Kreuzwegstationen (1755)
- Kaiserstuhl am Hochrhein: Pfarrkirche hl. Katharina – Deckenfresken (1755)
- Winterstettenstadt: Pfarrkirche hl. Georg – Deckenfresken (um 1755)
- Wettingen an der Aare: Ehem. Zisterzienser-Klosterkirche Mariä Himmelfahrt – Deckenfresken (1757)
- Michelwinnaden: Pfarr- und Wallfahrtskirche hl. Johannes Ev. – Deckenfresken (um 1760)
- Osterhofen bei Bad Waldsee/Haisterkirch: Kapelle – Deckenfresken (1762)
- Bad Waldsee: Frauenbergkapelle – Deckenfresken (1762)
- Degernau: Kapelle hl. Laurentius – Deckenfresken (1763)
- Ingoldingen: Pfarrkirche hl. Georg – 1 Gemälde (um 1765)
- Waldburg: Pfarrkirche hl. Magnus – Deckenfresken (um 1765)
- Obereschach bei Ravensburg: Pfarrkirche hl. Johannes Baptist – 6 Wandfresken (um 1765)
- Pleß an der Iller: Pfarrkirche hll. Gordian und Epimachus – Deckenfresken und Hochaltar-Gemälde (1766)
- Unteressendorf: Pfarrkirche hl. Martin – 2 Seitenaltar-Gemälde (um 1766/67)
- Reute bei Bad Waldsee: Franziskanerinnen-Klosterkirche/Pfarr- und Wallfahrtskirche hll. Peter und Paul – Decken- und Wandfresken (um 1766/67)
- Pleß an der Iller: Wallfahrtskapelle zum Hl. Kreuz – Deckenfresken (1767)

Werke in Kärnten, der Steiermark und Slowenien:
- Tainach: Propsteikirche Mariä Himmelfahrt – Deckenfresken (übertüncht), 2 Seitenaltar-Gemälde (1768)
- Guttaring: Pfarrkirche hl. Rupert – 1 Altar-Gemälde in der Nordkapelle (1769)
- Klagenfurt: Priesterhaus-Kirche hl. Karl Borromäus – Deckenfresken (1769–71, 1958 abgetragen)
- Stein bei Viktring in Klagenfurt am Wörthersee: Pfarrkirche Viktring-Stein – Hochaltarbild Hl. Florian, Aufsatzbild Hl. Dreifaltigkeit (1770)
- Graz: Kapelle des Domherrenhofs – Deckenfresken (um 1770/71)
- Unterpremstätten: Kapelle des Schlosses Premstätten – Deckenfresken (1772)
- Smlednik/Flödnig (heute zu Medvode): Schloss – Deckenfresken im Festsaal (um 1772)